# Cosmia campyostigmoides
Cosmia campyostigmoides là một loài bướm đêm trong họ Noctuidae.